# Aboncourt-Gesincourt
Aboncourt-Gesincourt és un municipi francès situat al departament de l'Alt Saona i a la regió de Borgonya - Franc Comtat. L'any 2007 tenia 253 habitants.

## Economia
El 2007 la població en edat de treballar era de 144 persones, 108 eren actives i 36 eren inactives. De les 108 persones actives 97 estaven ocupades (52 homes i 45 dones) i 11 estaven aturades (5 homes i 6 dones). De les 36 persones inactives 10 estaven jubilades, 15 estaven estudiant i 11 estaven classificades com a «altres inactius».

### Ingressos
El 2009 a Aboncourt-Gesincourt hi havia 102 unitats fiscals que integraven 252 persones, la mediana anual d'ingressos fiscals per persona era de 15.136,5 €.

### Activitats econòmiques
Dels 12 establiments que hi havia el 2007, 2 eren d'empreses alimentàries, 1 d'una empresa de construcció, 2 d'empreses de comerç i reparació d'automòbils, 1 d'una empresa de transport, 3 d'empreses d'hostatgeria i restauració, 2 d'empreses de serveis i 1 d'una empresa classificada com a «altres activitats de serveis».
Dels 4 establiments de servei als particulars que hi havia el 2009, 1 era una lampisteria, 1 perruqueria i 2 restaurants.
L'únic establiment comercial que hi havia el 2009 era una adrogueria.
L'any 2000 a Aboncourt-Gesincourt hi havia 20 explotacions agrícoles que ocupaven un total de 1.778 hectàrees.

## Demografia

### Població
El 2007 la població de fet d'Aboncourt-Gesincourt era de 253 persones. Hi havia 98 famílies, de les quals 24 eren unipersonals (20 homes vivint sols i 4 dones vivint soles), 33 parelles sense fills, 37 parelles amb fills i 4 famílies monoparentals amb fills.
La població ha evolucionat segons el següent gràfic:
Habitants censats

### Habitatges
El 2007 hi havia 116 habitatges, 100 eren l'habitatge principal de la família, 7 eren segones residències i 8 estaven desocupats. 114 eren cases i 2 eren apartaments. Dels 100 habitatges principals, 84 estaven ocupats pels seus propietaris, 9 estaven llogats i ocupats pels llogaters i 7 estaven cedits a títol gratuït; 1 tenia dues cambres, 10 en tenien tres, 28 en tenien quatre i 61 en tenien cinc o més. 75 habitatges disposaven pel capbaix d'una plaça de pàrquing. A 57 habitatges hi havia un automòbil i a 33 n'hi havia dos o més.

### Piràmide de població
La piràmide de població per edats i sexe el 2009 era:
| Homes | Edats   | Dones |
| ----- | ------- | ----- |
| 0     | 95 o +  | 0     |
| 0     | 90 a 94 | 0     |
| 0     | 85 a 89 | 4     |
| 0     | 80 a 84 | 4     |
| 4     | 75 a 79 | 4     |
| 4     | 70 a 74 | 8     |
| 8     | 65 a 69 | 8     |
| 4     | 60 a 64 | 4     |
| 4     | 55 a 59 | 4     |
| 4     | 50 a 54 | 4     |
| 8     | 45 a 49 | 8     |
| 12    | 40 a 44 | 8     |
| 4     | 35 a 39 | 4     |
| 16    | 30 a 34 | 8     |
| 0     | 25 a 29 | 8     |
| 0     | 20 a 24 | 0     |
| 0     | 15 a 19 | 20    |
| 12    | 10 a 14 | 0     |
| 8     | 5 a 9   | 4     |
| 12    | 0 a 4   | 4     |

## Equipaments sanitaris i escolars
El 2009 hi havia 1 escola elemental i 1 escola elemental integrada dins d'un grup escolar amb les comunes properes formant una escola dispersa.

## Poblacions més properes
El següent diagrama mostra les poblacions més properes.